# 富山貨運站
富山貨運站（日语：／ Toyama-kamotsu eki */?）是一位於日本富山縣富山市，隸屬於日本貨物鐵道（JR貨物）的鐵路車站，車站編號為5737，車站原座落於北陸本線管內，2015年3月14日因路線經營權轉移至愛之風富山鐵道，改為於愛之風富山鐵道線內，現時隷屬於關西支社金澤支店富山營業所，並接收來自速星站和能町站（即高岡貨運站）的貨物列車及魚津、青海兩個線外貨運站運來的貨櫃，同時亦為深夜貨運列車提供臨時停泊處。

## 概要
現址原為富山調車場，因應原設於富山站的貨運站搬遷，1987年先昇格為車站，再進行改建及增添設備，1990年正式遷入現處，並改名為「富山貨物」站。車站採用E&S方式運作（日本貨物鐵道於較大規模的貨運站所採用的營運模式），可處理12呎小型貨櫃、20呎及30呎大型貨櫃及20呎國際海運標準貨櫃，亦已獲得許可運載不同類型的工業廢料。
而在北端的出入口、準備返回客用路軌前的附近位置，愛之風富山鐵道在此新建立了新富山口站，並於2022年3月12日起投入使用。

## 發車班次
現時共有13班貨物列車及1班貨櫃車班次由本站開出，分別前往札幌貨運站、秋田貨運站、新潟貨運站、隅田川、名古屋貨運站、金澤貨運站、大阪貨運站、北九州貨運站、福岡貨運站、速星站及青海線外貨運站。

## 歷史
- 1955年10月1日：日本國有鐵道北陸本線開設「富山調車場」。
- 1958年4月10日：連接至富山港線蓮町站的貨物支線開業。
- 1986年11月1日：往蓮町站的貨物支線廢止。
- 1987年：

- 3月31日：昇格為車站，改稱「富山操站」，但因相關貨運設施並未裝設，並未有任何貨物列車途經或由本站出發。
- 4月1日：國鐵分割民營化，由日本貨物鐵道承繼管理權。

- 1990年3月10日：原富山站內的貨運業務正式遷移至此，改稱「富山貨運站」。

## 相鄰車站
日本貨物鐵道
愛之風富山鐵道線
（富山）－富山貨運站－（新富山口）
※兩個相鄰車站均為愛之風富山鐵道的客運車站。